# 仙台市立七北田小学校
仙台市立七北田小学校（せんだいしりつ ななきたしょうがっこう）は、宮城県仙台市泉区七北田字東裏にある公立小学校。通称は「七小」（ななしょう）。
明治時代に創設され、創立140周年を越えた。人口の増加と共に、同校から数多くの学校が分離。2004年には仙台市立市名坂小学校が分離開校した。隣には仙台市立七北田中学校、近くには曹洞宗の寺院実相寺がある。

## 沿革
- 1873年（明治6年）8月27日 - 市名坂小学校開校として開校
- 1886年（明治19年） - 七北田尋常小学校に改称
- 1887年（明治20年） - 七北田高等尋常小学校に改称
- 1890年（明治23年） - 七北田尋常高等小学校に改称
- 1909年（明治42年） - 現在の校地に校舎新築移転
- 1941年（昭和16年） - 七北田国民学校に改称
- 1947年（昭和22年） - 七北田村立七北田小学校に改称
- 1955年（昭和30年） - 泉村立七北田小学校と改称
- 1956年（昭和31年） - 野村小学校が分離開校
- 1957年（昭和32年） - 泉町立七北田小学校に改称
- 1969年（昭和44年） - 黒松小学校が分離開校
- 1970年（昭和45年） - 南光台小学校が分離開校
- 1971年（昭和46年）
  - 将監小学校が分離開校
  - 泉市立七北田小学校に改称
- 1974年（昭和49年） - 向陽台小学校が分離開校
- 1978年（昭和53年） - 松森小学校が分離開校
- 1979年（昭和54年） - 加茂小学校が分離開校
- 1988年（昭和63年） -  仙台市立七北田小学校に改称
- 1991年（平成3年）- 松陵西小学校が分離開校
- 2004年（平成16年） - 市名坂小学校が分離開校

## 校章
桜のマークに七小と表示されている。

## 校歌
- 作詞 - 宮城運作
- 作曲 - 四釜仁通
- 補詞 - 佐々木百太郎

## 所在地
- 宮城県仙台市泉区七北田東裏90

## 通学区域
出典
- 泉中央1丁目（3～7番、13～22番、34～39番、51番の一部）
- 泉中央2丁目（1番、2番の一部、8番以降）
- 泉中央3丁目（1～19番、20番の一部、23番以降）
- 泉中央4丁目（3～10番）
- 天神沢1丁目
- 天神沢2丁目
- 本田町
- 市名坂（字窪田、字新門前、字実相寺、字寺下、字鳥井原、字新道、字萩清水(1番、2番)、字本屋敷）
- 七北田（字駕籠沢、字白水沢(1～59番、60番の一部、61～95番、103番、105～129番)、字菅間、字菅間官林、字七ツ沼、字二本柳、字東裏、字日野、字古内、字朴木沢、字町、字道）
- 松森（字歩坂、字本田）

## 進学先中学校
出典
- 仙台市立七北田中学校

## 周辺
- 仙台市立七北田中学校 - 同一敷地内。
- 仙台市七北田集会所 - 校地西側に敷地が隣接。
- 実相寺 - 校地東側に敷地が隣接。
- 仙台市立七北田保育所 - 七北田集会所に隣接、かつ進学先保育所のひとつ。
- 宮城県警泉警察署泉交番
- 七北田東裏公園
- 仙台市教育支援センター児遊の杜
- 国道4号線
  - 国道4号線沿いには、ロードサイド店が点在。
- 市名坂公園
- 市名坂東裏北公園
- 市名坂東裏公園
- 仙台市七北田コミュニティ・センター
- 泉区中央市民センター

## アクセス
- 宮城交通バス
  - 「鶴が丘NT線」・「東向陽台線」・「永和台・松森団地線」で、「七北田学校前」停留所より、校地南側の歩道階段経由で、
    - 泉中央駅・仙台駅方面のりばから、徒歩約160m・約3分。
    - 鶴が丘ニュータウン・明石台七丁目方面行のりばから、徒歩約60m・約1分。

  - 「東向陽台線」・「向陽台線」・「向陽台循環線」・「東北学院大学線」・「永和台・松森団地線」で、校地西側の正門（校門）まで、
    - 泉中央駅（七北田経由）方面のりばから、徒歩約185m・約3分。
    - 泉中央駅（東北学院大学・永和台・松森団地経由、向陽台経由）・明石台七丁目・東北学院大学・向陽台一丁目方面行のりばから、徒歩約215m・約3分。

## 著名な出身者
- 羽生結弦（フィギュアスケート選手）（2014年ソチオリンピック金メダル、2018年平昌オリンピック金メダル、オリンピック2連覇）･（国民栄誉賞受賞者）
- 及川真夢（バレーボール選手 - 岡山シーガルズ）